# Glory (kickboksen)
Glory (voorheen Glory World Series) is een internationale kickboksorganisatie. Het bedrijf werd in 2012 opgericht in Singapore.

## Geschiedenis
In 2011 kreeg K-1, van oudsher 's werelds grootste kickboksorganisatie, financiële problemen. Investeerders Pierre Andurand, Scott Rudmann en Total Sports Asia probeerden toen het merk te kopen. Toen K-1 in plaats daarvan werd verkocht aan Gunil Kim, besloten Andurand en de andere investeerders om een gloednieuw kickboksorganisatie genaamd Glory te starten en kochten zij United Glory, Golden Glory en It's Showtime om een productieteam van topevenementen veilig te stellen met alle topvechters in de wereld. Andurand werd tot voorzitter benoemd en Rudmann werd tot vicevoorzitter benoemd.
Glory contracteerde vele befaamde kickboksers, zoals Peter Aerts, Remy Bonjasky, Semmy Schilt, Gökhan Saki, Albert Kraus, Giorgio Petrosyan, Tyrone Spong, Badr Hari en Rico Verhoeven.

## Kampioenen

### Zwaargewicht (+95 kg)
| Nr. | Kampioen       | Datum     | Titelverdedigingen |
| --- | -------------- | --------- | ------------------ |
| 1   | Semmy Schilt   | 26-5-2012 | 0                  |
| 2   | Rico Verhoeven | 21-6-2014 | 12                 |

### Lichtzwaargewicht (-95 kg)
| Nr. | Kampioen          | Datum     | Titelverdedigingen |
| --- | ----------------- | --------- | ------------------ |
| 1   | Gökhan Saki       | 12-4-2014 | 0                  |
| 2   | Saulo Cavalari    | 19-9-2015 | 0                  |
| 3   | Artem Vakhitov    | 12-3-2016 | 5                  |
| 4   | Alex Pereira      | 30-1-2021 | 0                  |
| 5   | Artem Vakhitov    | 4-9-2021  | 0                  |
| 6   | Sergej Maslobojev | 8-10-2022 | 0                  |
| 7   | Donegi Abena      | 11-2-2023 | 1                  |
| 8   | Tarik Khbabez     | 9-3-2024  | 1                  |

### Middengewicht (-85 kg)
| Nr. | Kampioen      | Datum      | Titelverdedigingen |
| --- | ------------- | ---------- | ------------------ |
| 1   | Artem Levin   | 21-6-2014  | 1                  |
| 2   | Simon Marcus  | 26-6-2016  | 1                  |
| 3   | Jason Wilnis  | 9-9-2016   | 1                  |
| 4   | Simon Marcus  | 29-4-2017  | 0                  |
| 5   | Alex Pereira  | 14-10-2017 | 5                  |
| 6   | Donovan Wisse | 4-9-2021   | 5                  |

### Weltergewicht (-77 kg)
| Nr. | Kampioen          | Datum      | Titelverdedigingen |
| --- | ----------------- | ---------- | ------------------ |
| 1   | Marc de Bonte     | 3-5-2014   | 0                  |
| 2   | Joseph Valtellini | 21-4-2014  | 0                  |
| 3   | Nieky Holzken     | 7-8-2015   | 3                  |
| 4   | Cédric Doumbé     | 10-12-2016 | 2                  |
| 5   | Murthel Groenhart | 25-8-2017  | 0                  |
| 6   | Harut Grigorian   | 16-2-2018  | 1                  |
| 7   | Cédric Doumbé     | 9-3-2019   | 3                  |
| 8   | Endy Semeleer     | 19-11-2022 | 3                  |
| 9   | Chico Kwasi       | 27-04-2024 | 1                  |

### Lichtgewicht (-70 kg)
| Nr. | Kampioen                  | Datum     | Titelverdedigingen |
| --- | ------------------------- | --------- | ------------------ |
| 1   | Davit Kiria               | 8-3-2014  | 0                  |
| 2   | Robin van Roosmalen       | 7-11-2014 | 2                  |
| 3   | Sitthichai Sitsongpeenong | 25-6-2016 | 6                  |
| 4   | Marat Grigorian           | 17-5-2019 | 2                  |
| 5   | Tyjani Beztati            | 4-9-2021  | 5                  |

### Vedergewicht (-65 kg)
| Nr. | Kampioen                  | Datum      | Titelverdedigingen |
| --- | ------------------------- | ---------- | ------------------ |
| 1   | Gabriel Varga             | 3-6-2014   | 0                  |
| 2   | Serhiy Adamchuk           | 6-11-2015  | 1                  |
| 3   | Gabriel Varga             | 22-7-2016  | 0                  |
| 4   | Robin van Roosmalen       | 21-10-2016 | 2                  |
| 5   | Robin van Roosmalen       | 20-5-2017  | 0                  |
| 6   | Petchpanomrung Kiatmookao | 29-11-2018 | 7                  |

### Bantamgewicht vrouwen (-60 kg)
| Nr. | Kampioen          | Datum      | Titelverdedigingen |
| --- | ----------------- | ---------- | ------------------ |
| 1   | Tiffany van Soest | 10-12-2016 | 1                  |
| 2   | Anissa Meksen     | 1-12-2017  | 1                  |
| 3   | Jady Menezes      | 10-8-2018  | 0                  |
| 4   | Anissa Meksen     | 2-11-2018  | 2                  |
| 4   | Tiffany van Soest | 22-11-2019 | 4                  |

### Toernooiwinnaars
| Toernooi                                        | Datum      | Gewichtsklasse    | Winnaar           | Runner-up           |
| ----------------------------------------------- | ---------- | ----------------- | ----------------- | ------------------- |
| Glory 70 kg Slam Tournament                     | 03-11-2012 | Lichtgewicht      | Giorgio Petrosyan | Robin van Roosmalen |
| Glory Heavyweight Grand Slam Tournament         | 31-12-2012 | Zwaargewicht      | Semmy Schilt      | Daniel Ghiţă        |
| Glory 65 kg Slam Tournament                     | 03-05-2012 | Vedergewicht      | Yuta Kubo         | Masaaki Noiri       |
| Glory 95 kg Slam Tournament                     | 22-06-2013 | Lichtzwaargewicht | Tyrone Spong      | Danyo Ilunga        |
| Glory Middleweight Championship Tournament      | 28-09-2013 | Middengewicht     | Joe Schilling     | Artem Levin         |
| Glory Heavyweight Championship Tournament       | 12-10-2013 | Zwaargewicht      | Rico Verhoeven    | Daniel Ghiță        |
| Glory Lightweight Championship Tournament       | 23-11-2013 | Lichtgewicht      | Andy Ristie       | Robin van Roosmalen |
| Glory Welterweight Championship Tournament      | 21-12-2013 | Weltergewicht     | Nieky Holzken     | Joseph Valtellini   |
| Glory Light Heavyweight Championship Tournament | 12-04-2014 | Lichtzwaargewicht | Gökhan Saki       | Tyrone Spong        |
| Glory Middleweight Last Man Standing Tournament | 21-06-2014 | Middengewicht     | Artem Levin       | Joe Schilling       |
| Glory Women's Super Bantamweight Grand Prix     | 10-12-2016 | Bantamgewicht     | Tiffany van Soest | Amel Dehby          |
| Glory Heavyweight Grand Prix                    | 08-12-2018 | Zwaargewicht      | Jamal Ben Saddik  | Benjamin Adegbuyi   |
| Glory 4-man Heavyweight Tournament              | 19-12-2020 | Zwaargewicht      | Levi Rigters      | Nordine Mahieddine  |
| Glory 4-man Heavyweight Tournament              | 30-01-2021 | Zwaargewicht      | Rico Verhoeven    | Tarik Khbabez       |
| Glory Heavyweight Grand Prix                    | 09-03-2024 | Zwaargewicht      | Rico Verhoeven    | Levi Rigters        |
| Glory Light Heavyweight Grand Prix              | 08-06-2024 | Lichtzwaargewicht | Donegi Abena      | Bahram Rajabzadeh   |